# Влада Јосипа Броза Тита од 27. априла 1950.
Влада је именована на 2-гој заједничкој седници Савезног већа и Већа народа 27. IV. 1950.

## Историја
По указу о образовању односно именовању друге владе ФНРЈ, од 27. априла 1950, у састав владе улазило је око 30 непосредних органа − министарства, савети, комисије, комитети, генералне дирекције и што је од посебног интереса нагласити, министар владе ФНРЈ − генерани секретар владе.
Указом о реорганизације Владе ФНРЈ од 6. априла 1951. број непосредних органа владе је смањен. Укида се већи број привредних министарстава, као и комитети који нестају као организационе форме органа управе. Као органи владе задржани су само министарстава и савети, тако да владу ФНРЈ, поред Председништва владе, сачињавају седам министарстава (народне одбране, иностраних послова, унутрашњих послова, финансија, правосуђа, спољње трговине и поморства) и осам савета (за законодавство и организацију, индустрију и грађевинарство, пољопривреду и шумарство, промет робим, саобраћај и везе, науку и културу, народно здравље и социјалну политику и Привредни савет). Даљом реорганизациом државне управе крајем 1951. укинуто је Министарство спољње трговине и четири савета из области индустрије и грађевинарства, а основан је Савет за индустрију и грађевинарство.

## Чланови владе
| Функција | Слика                         | Име и презиме          | Детаљи                                                                                           |
| --- | ----------------------------- | ---------------------- | ------------------------------------------------------------------------------------------------ |
| Председник Владе и Министар народне одбране                                                                     |                               | Јосип Броз Тито        |                                                                                                  |
| Потпредседник Владе, Министар иностраних послова и Председник Савета за законодавство и изградњу народне власти |                               | Едвард Кардељ          |                                                                                                  |
| Потпредседник Владе и Министар унутрашњих послова                                                               |                               | Александар Ранковић    |                                                                                                  |
| Потпредседник Владе и Председник Комисије државне контроле                                                      |                               | др Благоје Нешковић    | Комисија државне контроле ФНРЈ укинута указом Президијума Народне скупштине ФНРЈ од 31. 1. 1951. |
| Потпредседник Владе                                                                                             | до 15. 11. 1952.              | др Благоје Нешковић    |                                                                                                  |
| Министар Владе ФНРЈ                                                                                             |                               | Милован Ђилас          |                                                                                                  |
| Министар Владе ФНРЈ                                                                                             |                               | Сава Косановић         |                                                                                                  |
| Министар Владе ФНРЈ                                                                                             |                               | Станоје Симић          | до 9. 6. 1950..                                                                                  |
| Министар Владе ФНРЈ — Председник Комитета за туризам и угоститељство                                            | од 9. 6. 1950. до 6. 4. 1951. | Станоје Симић          |                                                                                                  |
| Министар Владе ФНРЈ                                                                                             | и од 6. 4. 1951.              | Станоје Симић          |                                                                                                  |
| Министар Владе ФНРЈ                                                                                             | Влада Зечевић                 | Влада Зечевић          | од 6. 4. до 6. 10. 1951.                                                                         |
| Министар Владе ФНРЈ — Председник Савета за културу и науку                                                      |                               | Родољуб Чолаковић      |                                                                                                  |
| Министар правосуђа                                                                                              |                               | Фране Фрол             |                                                                                                  |
| Министар Владе ФНРЈ — Председник Комитета за заштиту народног здравља                                           |                               | др Павле Грегорић      | до 6. 4. 1951.                                                                                   |
| Министар Владе ФНРЈ — Председник Савета за народно здравље и социјалну политику                                 | од 6. 4. 1951.                | др Павле Грегорић      |                                                                                                  |
| Министар Владе ФНРЈ — Председник Привредног савета и Председник Савезне планске комисије                        |                               | Борис Кидрич           | Дужности председника Савезне планске комисије разрешен 6. 4. 1951.                               |
| Министар Владе ФНРЈ — Председник Привредног савета                                                              |                               | Борис Кидрич           |                                                                                                  |
| Министар финансија                                                                                              |                               | Добривоје Радосављевић | до 6. 10. 1951.                                                                                  |
| Министар финансија                                                                                              |                               | Милентије Поповић      | од 6. 10. 1951.                                                                                  |
| Министар спољне трговине                                                                                        |                               | Милентије Поповић      | до 6. 10. 1951. када је Министарство спољне трговине ФНРЈ укинуто                                |
| Министар Владе ФНРЈ — Председник Савета за енергетику и екстрактивну индустрију                                 |                               | Светозар Вукмановић    | до 6. 10. 1951. када је Савет за енергетику и екстрактивну индустрију укинут                     |
| Министар Владе ФНРЈ — Председник Савета за грађевинарство и грађевинску индустрију                              |                               | Љубчо Арсов            | до 6. 10. 1951. када је Савет за грађевинске послове укинут                                      |
| Министар Владе ФНРЈ — Председник Савета за индустрију и грађевинарство                                          |                               | Светозар Вукмановић    | од 6. 10. 1951.                                                                                  |
| Министар Владе ФНРЈ — заменик Председника Савета за индустрију и грађевинарство                                 |                               | Љубчо Арсов            | од 6. 10. 1951.                                                                                  |
| Министар тешке индустрије                                                                                       |                               | Франц Лескошек         | до 12. 6. 1950.                                                                                  |
| Министар Владе ФНРЈ — Председник Савета за машиноградњу                                                         |                               | Франц Лескошек         | од 12. 6. 1950. до 6. 10. 1951. када је Савет за машиноградњу укинут                             |
| Министар Владе ФНРЈ — Председник Савета за пољопривреду и шумарство                                             |                               | инг. Мијалко Тодоровић |                                                                                                  |
| Министар Владе ФНРЈ — Председник Савета за саобраћај и везе                                                     |                               | Божидар Масларић       | до 6. 4. 1951.                                                                                   |
| Министар Владе ФНРЈ — Председник Савета за саобраћај и везе                                                     |                               | Тодор Вујасиновић      | од 6. 4. до 6. 10. 1951.                                                                         |
| Министар Владе ФНРЈ — Председник Савета за саобраћај и везе                                                     |                               | Крсто Попивода         | од 6. 10. 1951.                                                                                  |
| Министар Владе ФНРЈ — Председник Савета за прерађивачку индустрију                                              |                               | Рато Дугоњић           | до 6. 10. 1951. када је Савет за прерађивачку индустрију укинут                                  |
| Министар Владе ФНРЈ — Председник Савета за промет робом                                                         |                               | Осман Карабеговић      |                                                                                                  |
| Министар рада и Министар за новоослобођене крајева                                                              |                               | Већеслав Хољевац       | до 6. 4. 1951.                                                                                   |
| Министар железница                                                                                              |                               | Тодор Вујасиновић      | до 6. 4. 1951.                                                                                   |
| Министар поморства                                                                                              |                               | Вицко Крстуловић       | до 6. 4. 1951.                                                                                   |
| Министар поморства                                                                                              |                               | Макс Баће              | од 6. 4. 1951. до 22. 9. 1952.                                                                   |
| Министар саобраћаја                                                                                             | Влада Зечевић                 | Влада Зечевић          | до 6. 4. 1951.                                                                                   |
| Министар пошта                                                                                                  |                               | др Заим Шарац          | до 6. 4. 1951.                                                                                   |
| Министар Владе ФНРЈ — Председник Комитета за електропривреду                                                    |                               | инг. Никола Петровић   | до 12. 6. 1950.                                                                                  |
| Министар Владе ФНРЈ — Генерални директор за машиноградњу                                                        |                               | инг. Никола Петровић   | од 12. 6. 1950. до 6. 4. 1951.                                                                   |
| Министар Владе ФНРЈ — Председник Комитета за водопривреду                                                       |                               | др Васо Чубриловић     | до 6. 4. 1951.                                                                                   |
| Министар Владе ФНРЈ — Председник Комитета за угаљ                                                               |                               | Антун Бибер            | до 12. 6. 1950.                                                                                  |
| Министар Владе ФНРЈ — Председник Комитета за неметале                                                           |                               | Страхил Гигов          | до 12. 6. 1950.                                                                                  |
| Министар Владе ФНРЈ — Генерални директор за црну металургију                                                    |                               | Страхил Гигов          | од 12. 6. 1950. до 6. 4. 1951.                                                                   |
| Министар Владе ФНРЈ — Генерални директор металургије                                                            |                               | Вељко Мићуновић        | до 6. 4. 1951.                                                                                   |
| Министар Владе ФНРЈ — Генерални директор за производњу и прераду нафте                                          |                               | Милка Минић            | до 6. 4. 1951.                                                                                   |
| Министар Владе ФНРЈ — Генерални секретар Владе ФНРЈ                                                             |                               | Љубодраг Ђурић         | до 10. 11. 1952.                                                                                 |